# 필유
필유(畢由, ? ~ ?)는 전한 말기의 관료로, 자는 세숙(世叔)이며 좌풍익 운양현(雲陽縣) 사람이다.

## 행적
건평 2년(기원전 5년), 대홍려에 임명되었다.
건평 연간, 평소 문제를 일으키던 양왕 유립이 또 사람을 죽였다. 필유는 정위 방상과 함께 양나라에 파견되어 양나라의 관원들에게 유립에 대한 처분을 알리고, 그들을 꾸짖었다. 유립은 용서를 빌었고, 조정에서는 이를 받아들였다.
원수 2년(기원전 1년), 우부풍으로 전임되었으나 6개월 후 정양태수로 좌천되었다.

## 출전
- 반고, 《한서》 권19하 백관공경표 下·권47 문삼왕전